# Chusquea smithii
Chusquea smithii är en gräsart som beskrevs av Lynn G. Clark. Chusquea smithii ingår i släktet Chusquea och familjen gräs.
Artens utbredningsområde är Peru. Inga underarter finns listade i Catalogue of Life.